# FK Neftjanik Buguruslan
Futbolnyj klub Neftjanik Buguruslan (rusky: Футбольный клуб «Нефтяник» Бугуруслан) byl ruský fotbalový klub sídlící ve městě Buguruslan v Orenburské oblasti. Největším úspěchem klubu byla dvouletá účast ve Druhé divize (3. nejvyšší soutěž) v letech 1998 až 1999. Klub zanikl ke konci roku 2014 kvůli obtížné finanční situaci.
Své domácí zápasy klub odehrával na stadionu Neftjanik s kapacitou 2 000 diváků.

## Historické názvy
- 1993 – FK Neftjanik Pochvistnevo (Futbolnyj klub Neftjanik Pochvistnevo)
- 2000 – FK Sputnik Buguruslan (Futbolnyj klub Sputnik Buguruslan)
- 2001 – FK Neftjanik Buguruslan (Futbolnyj klub Neftjanik Buguruslan)

## Umístění v jednotlivých sezonách
| Sezóny | Liga                            | Úroveň | Z  | V  | R  | P  | VG | OG | B   | +/- | Pozice |
| ------ | ------------------------------- | ------ | -- | -- | -- | -- | -- | -- | --- | --- | ------ |
| 1994   | Treťja liga - 5 zona            | 4      | 32 | 4  | 8  | 20 | 29 | 62 | -33 | 16  | 15.    |
| 1995   | Treťja liga - 5 zona            | 4      | 28 | 7  | 8  | 13 | 20 | 31 | -11 | 29  | 12.    |
| 1996   | Treťja liga - 5 zona            | 4      | 30 | 8  | 9  | 13 | 36 | 48 | -12 | 33  | 13.    |
| 1997   | Treťja liga - 5 zona            | 4      | 34 | 17 | 8  | 9  | 59 | 32 | +27 | 59  | 5.     |
| 1998   | Vtoroj divizion – sk. Ural      | 3      | 34 | 8  | 4  | 22 | 24 | 68 | -44 | 28  | 16.    |
| 1999   | Vtoroj divizion – sk. Ural      | 3      | 30 | 3  | 4  | 23 | 13 | 74 | -61 | 13  | 16.    |
| ...    |                                 |        |    |    |    |    |    |    |     |     |        |
| 2013   | Tretij divizion – sk. Privolžje | 4      | 30 | 12 | 10 | 8  | 52 | 36 | +16 | 46  | 7.     |
| 2014   | Tretij divizion – sk. Privolžje | 4      | 26 | 4  | 5  | 17 | 25 | 66 | -41 | 17  | 13.    |